# Coriandoli/Briciole di baci/Il cielo in una stanza/Una zebra a pois
Coriandoli/Briciole di baci/Il cielo in una stanza/Una zebra a pois, pubblicato nel 1963, è un extended play della cantante italiana Mina.

## Tracce
1. Coriandoli - 3:10 -  (Leo Chiosso-Roberto Livraghi) Ed. Tiber 1960
2. Briciole di baci - 1:58 -  (Mogol-Carlo Donida Labati) Ed. R.R.R. 1960
3. Il cielo in una stanza - 1:59 -  (Toang(Gino Paoli-Mogol) Ed. Fama 1960
4. Una zebra a pois - 3:22 -  (Lelio Luttazzi-Dino Verde-Marcello Ciorciolini) Ed. Suvini Zerboni 1960

## Versioni Tracce
- Coriandoli

versione francese Les confettis, vedi Notre étoile
- Il cielo in una stanza

versione del 1969, vedi Il cielo in una stanza/Ma se ghe penso
versione del 1988, vedi Oggi ti amo di più
versione inglese The World We Love In, vedi Mina in the world
versione spagnolo El cielo en casa, vedi Mina latina due
versione tedesco Wenn Du an Wunder glaubst, vedi Heisser Sand